# Калас, Пол
Пол Ка́лас (греч. Πολ Κάλας, англ. Paul Kalas; род. 13 августа 1967, Нью-Йорк, США) — американский астроном греческого происхождения, известный своими открытиями остаточных дисков вокруг звёзд. Возглавлял команду учёных, целью которой являлось получение изображений внесолнечной планеты Фомальгаут b в видимом свете с орбитальным движением вокруг звезды Фомальгаут, расположенной на расстоянии 25 световых лет от Земли.

## Биография
Родился 13 августа 1967 года в Нью-Йорке (США) в семье греков Йоргоса и Марии Каваллинис, переехавших в Соединённые Штаты из Ираклиона (Крит).
Учился в Детройтской окружной дневной школе в штате Мичиган.
Изучал астрономию и физику в Мичиганском университете в Анн-Арборе.
В 1996 году получил степень доктора философии в области астрономии в Гавайском университете под руководством астронома Дэвида Джуитта.
Проводил постдокторские исследования в Институте астрономии Общества Макса Планка в Гейдельберге (Германия), Институте исследований космоса с помощью космического телескопа в Балтиморе (Мэриленд, США), а также Калифорнийском университете в Беркли (Калифорния, США).
В 2006 году стал адъюнкт-профессором астрономии в Калифорнийском университете в Беркли.
Живёт со своей супругой Аспасией Гика и дочерьми Марией-Николеттой и Наталией недалеко от города Беркли.

## Научные открытия
Калас обнаружил несколько околозвёздных дисков с помощью коронографа на космическом телескопе «Хаббл» и 2,2-метрового телескопа UH88 на вулкане Мауна-Кеа (Гавайи) при Гавайском университете.
В 1995 году учёный обнаружил различные формы асимметричной структуры на оптических изображениях диска Беты Живописца.
Был ведущим учёным в исследовании первых оптических изображений остаточных дисков, являющихся ближайшим окружением красного карлика AU Микроскопа и яркой звезды Фомальгаут.
Изображения Фомальгаута, полученные Каласом с помощью космического телескопа «Хаббл», выявили узкий пояс пыльного материала, аналогичный поясу Койпера нашей Солнечной системы. Он также обнаружил, что геометрический центр этого пылевого пояса располагается на расстоянии приблизительно в 15 а. е. от самого Фомальгаута. Эти характеристики считаются убедительным доказательством существования экзопланеты, называемой Фомальгаут b, которая обращается по орбите вокруг Фомальгаута, гравитационно формируя морфологию пояса. Этот пылевой диск также иногда называют «Поясом Койпера Фомальгаута».
| AU Микроскопа | 14 октября 2003  |
| Фомальгаут    | 17 мая 2004      |
| HD 15115      | 17 июля 2006     |
| HD 53143      | 11 сентября 2004 |
| HD 139664     | 4 октября 2004   |

## Награды
- Избранный Феллоу Американской ассоциации содействия развитию науки (2014)[8]
- Лекция Уильяма Г. Пикеринга, Американский институт аэронавтики и астронавтики (2010)[9]
- Награда Ньюкома Кливленда от Американской ассоциации содействия развитию науки (2009)[10][11]